# Maurer Wald

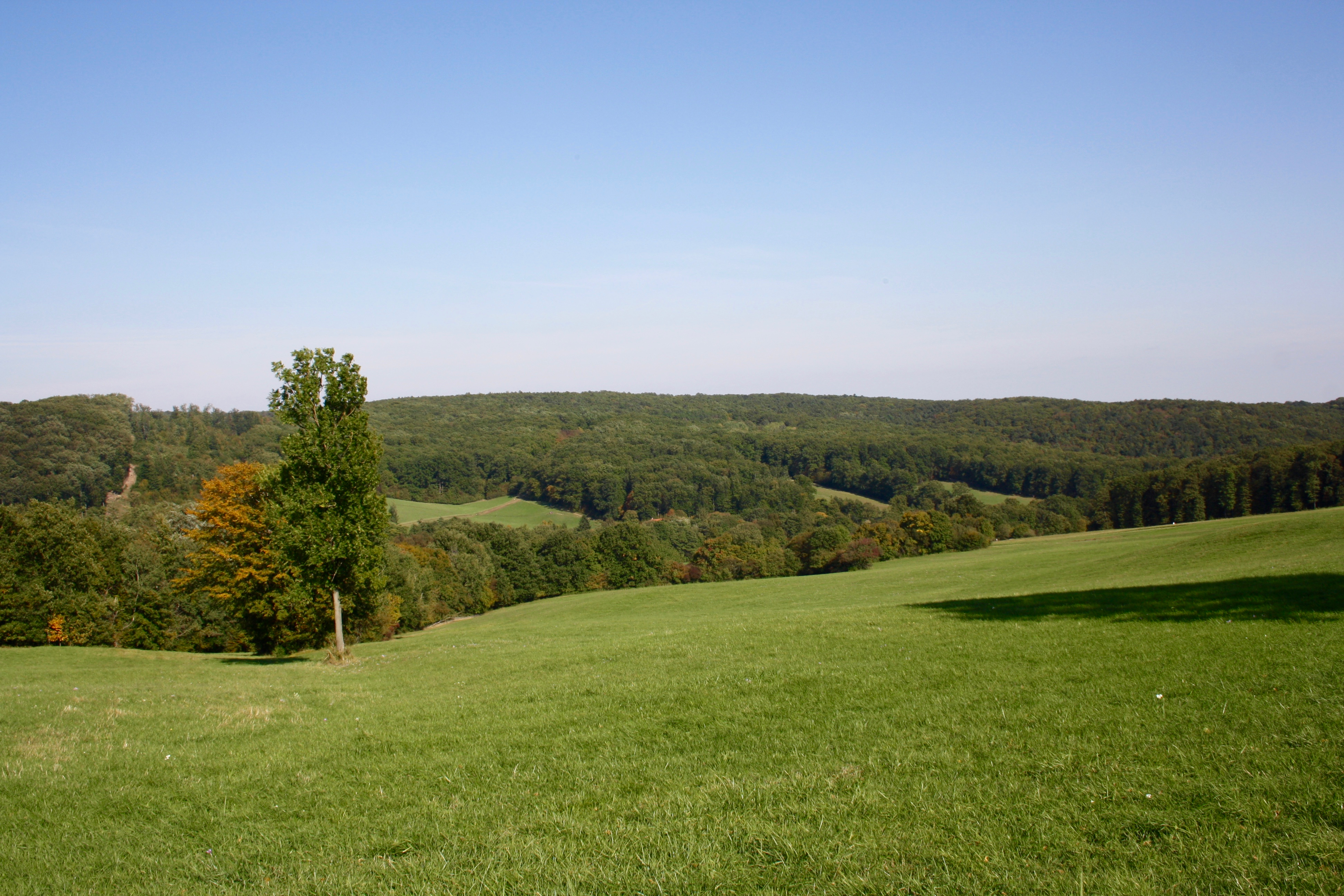
Blick von der Eichwiese auf die westlichen Abhänge des Maurer Waldes

Der Maurer Wald (auch Maurerwald) ist ein etwa 4 km² großes, meist bewaldetes Ausflugsgebiet am südwestlichen Stadtrand von Wien. Großteils gehört es zum 23. Wiener Gemeindebezirk Liesing. Es ist Bestandteil des Europaschutzgebietes Wienerwald–Thermenregion und des Biosphärenparks Wienerwald.

## Lage und Landschaft
Das Gebiet mit einer Höhenlage zwischen 260 und 371 m ü. A. liegt zwischen dem Naturschutzgebiet des Lainzer Tiergartens (13. Bezirk Hietzing), innerhalb dessen Umgrenzung noch etwa 1 km² des Maurer Waldes mit der höchsten Erhebung (höchster Punkt des mittlerweile größtenteils verbauten Leitenwalds) liegt, und dem Naturpark Föhrenberge (Niederösterreich). Im Osten liegt der namensgebende Wiener Ortsteil Mauer, im Süden das Tal der Liesing und die Stadtrandsiedlung Kalksburg. Die Westgrenze wird vom Gütenbach gebildet, auf dessen anderer Seite der Dorotheerwald und die Eichwiese liegen. Etwa 1 km westlicher beginnt mit dem Gemeindegebiet von Breitenfurt und den Kaufbergen bereits Niederösterreich.

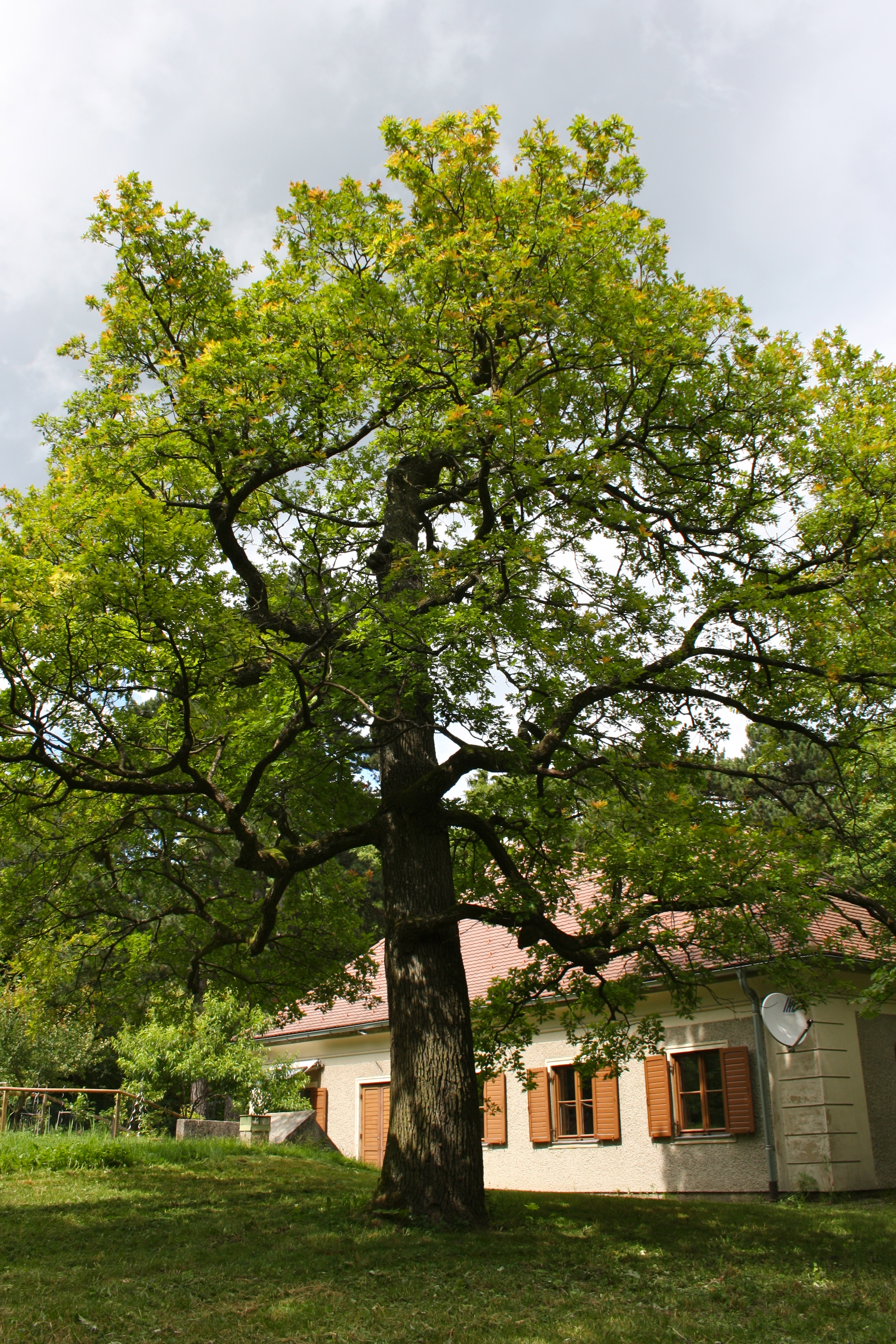
Eiche beim Rasthaus Schießstätte

Im Zentrum des Maurer Waldes, südlich des Gipfels des Wilden Bergs, befindet sich das Ausflugsrestaurant Zur Schießstätte, benannt nach einer benachbarten, heute verfallenen Zivil-Schießstätte. Es wurde erbaut 1865 von Anton Oelzelt Ritter von Newin und 1875 der Gemeinde Mauer zur Verfügung gestellt. Nordwestlich des Wilden Bergs entlang der Tiergartenmauer bestand von 1834 bis 1918 zusätzlich ein Militärschießplatz. 1945 brannte die zum Zivil-Schießplatz gehörige Anlage ab und wurde später nur mehr als Gasthaus aufgebaut. Die meist begangenen Wanderwege – u. a. der Stadtwanderweg Nr. 6 und 6a – führen von Mauer hinauf in das Waldgebiet, einige auch von Rodaun, Kalksburg, Breitenfurt und Laab im Walde.
Am östlichen Rand des Waldes bei Mauer liegt 130 Meter südwestlich der Wotrubakirche das Freiluftplanetarium Sterngarten.
Das Holz aus dem vom Forstamt und Landwirtschaftsbetrieb der Stadt Wien bewirtschafteten Wald wird seit 2024 auch mit Rückepferden hinaustransportiert.

## Geologie und Archäologie
Geologisch zählt der Maurer Wald großteils zur Flyschzone der Ostalpen, weist aber einige Kalksteinklippen und Feuersteinzonen auf – u. a. die archäologisch bedeutsame Antonshöhe, wo um 1930 die ältesten Siedlungsspuren auf Wiener Stadtgebiet gefunden wurden.